# Allexis zygomorpha
Allexis zygomorpha là một loài thực vật có hoa trong họ Hoa tím. Loài này được Achound. & Onana mô tả khoa học đầu tiên năm 1998.